# Списак заштићених подручја на Косову и Метохији
На Косову и Метохији је заштићено или је у поступку заштите укупно 48 подручја. Од тог броја су два национална парка, један парк природе, један предео изузетних одлика, те четири меморијална природна споменика, пет резервата природе и 35 споменика природе.

## Национални паркови
| ИД   | Слика | Назив                       | Општине/Градови                     | Регија | Локација                                                      | Напомена |
| ---- | ----- | --------------------------- | ----------------------------------- | ------ | ------------------------------------------------------------- | -------- |
| НП02 |       | Национални парк Шар-планина | Штрпце, Призрен, Сува Река, Качаник | КМ     | 42° 11′ 58″ С; 20° 56′ 49″ И / 42.19939606° С; 20.9468385° И  |          |
| НП08 |       | Национални парк Проклетије  | Исток, Пећ, Дечани, Ђаковица        | КМ     | 42° 37′ 03″ С; 20° 10′ 32″ И / 42.61740095° С; 20.17556102° И | УПЗ      |

## Паркови природе
| ИД   | Слика | Назив               | Општине/Градови | Регија | Локација                                                      | Напомена |
| ---- | ----- | ------------------- | --------------- | ------ | ------------------------------------------------------------- | -------- |
| ПП02 |       | Парк природе Грмија | Приштина        | КМ     | 42° 40′ 18″ С; 21° 13′ 05″ И / 42.67174054° С; 21.21812335° И |          |

## Предели изузетних одлика
| ИД    | Слика | Назив                          | Општине/Градови | Регија | Локација                                                     | Напомена |
| ----- | ----- | ------------------------------ | --------------- | ------ | ------------------------------------------------------------ | -------- |
| ПИО05 |       | Предео изузетних одлика Мируша | Ораховац, Клина | КМ     | 42° 31′ 31″ С; 20° 36′ 09″ И / 42.52520122° С; 20.6025931° И |          |

## Меморијални природни споменици
| ИД    | Слика | Назив                                                                           | Општине/Градови | Регија | Локација                                                    |
| ----- | ----- | ------------------------------------------------------------------------------- | --------------- | ------ | ----------------------------------------------------------- |
| МПС02 |       | Меморијални природни споменик Спомен парк Црни врх                              | Пећ             | КМ     | 42° 41′ 04″ С; 20° 16′ 09″ И / 42.6844188° С; 20.2692204° И |
| МПС03 |       | Меморијални природни споменик Високи Дечани                                     | Дечани          | КМ     | 42° 32′ 47″ С; 20° 15′ 56″ И / 42.5464304° С; 20.2654286° И |
| МПС15 |       | Меморијални природни споменик Клисура Призренске Бистрице                       | Призрен         | КМ     | 42° 12′ 02″ С; 20° 45′ 47″ И / 42.2005983° С; 20.7631021° И |
| МПС16 |       | Меморијални природни споменик Меморијални комплекс Зенељ Хајдини у селу Рамљане | Витина          | КМ     | 42° 22′ 24″ С; 21° 18′ 30″ И / 42.3732473° С; 21.3084437° И |
| МПС17 |       | Меморијални природни споменик Чабрат                                            | Ђаковица        | КМ     | 42° 23′ 07″ С; 20° 24′ 57″ И / 42.3853236° С; 20.415727° И  |

## Резервати природе
| ИД   | Слика | Назив                                                   | Општине/Градови | Регија | Локација                                                      | Напомена |
| ---- | ----- | ------------------------------------------------------- | --------------- | ------ | ------------------------------------------------------------- | -------- |
| РП08 |       | Специјални природни резерват Бифуркација реке Неродимке | Урошевац        | КМ     | 42° 22′ 22″ С; 21° 07′ 26″ И / 42.37277033° С; 21.12392477° И |          |
| РП40 |       | Строги природни резерват Газиместан                     | Обилић          | КМ     | 42° 41′ 21″ С; 21° 07′ 36″ И / 42.68917869° С; 21.12668726° И |          |
| РП44 |       | Строги природни резерват Маја Ропс                      | Дечани          | КМ     | 42° 34′ 26″ С; 20° 06′ 41″ И / 42.57395206° С; 20.11127089° И |          |
| РП45 |       | Строги природни резерват Кожњар                         | Дечани          | КМ     | 42° 35′ 12″ С; 20° 09′ 20″ И / 42.58675041° С; 20.15567779° И |          |
| РП47 |       | Строги природни резерват Брезовица                      | Пећ             | КМ     | 42° 39′ 04″ С; 20° 15′ 46″ И / 42.65101117° С; 20.26278663° И |          |

## Споменици природе
| ИД    | Слика | Назив                                                                                  | Општине/Градови    | Регија | Локација                                                    | Напомена |
| ----- | ----- | -------------------------------------------------------------------------------------- | ------------------ | ------ | ----------------------------------------------------------- | -------- |
| СП010 |       | Природни споменик Извориште Белог Дрима са пећином и водопадом на месту званом Радавац | Пећ                | КМ     | 42° 44′ 16″ С; 20° 18′ 19″ И / 42.7378066° С; 20.3054139° И |          |
| СП012 |       | Природни споменик Кањон Белог Дрима код Швањског моста                                 | Ђаковица, Ораховац | КМ     | 42° 21′ 10″ С; 20° 32′ 28″ И / 42.3526775° С; 20.5410084° И |          |
| СП013 |       | Природни споменик Део клисуре реке Клина                                               | Клина              | КМ     | 42° 37′ 05″ С; 20° 36′ 41″ И / 42.6180818° С; 20.6114069° И |          |
| СП014 |       | Природни споменик Извор минералне воде Бања у Дрснику                                  | Клина              | КМ     | 42° 36′ 31″ С; 20° 35′ 40″ И / 42.608621° С; 20.594582° И   |          |
| СП015 |       | Природни споменик Пећина у селу Гладно село                                            | Глоговац           | КМ     | 42° 41′ 03″ С; 20° 53′ 40″ И / 42.684279° С; 20.894459° И   |          |
| СП016 |       | Природни споменик Пећина у селу Бањица                                                 | Глоговац           | КМ     | 42° 37′ 01″ С; 20° 49′ 34″ И / 42.616834° С; 20.826021° И   |          |
| СП017 |       | Природни споменик Термоминерални извор у селу Вуча                                     | Лепосавић          | КМ     | 43° 02′ 31″ С; 20° 48′ 37″ И / 43.0420039° С; 20.8103879° И |          |
| СП018 |       | Природни споменик Руговска клисура                                                     | Пећ                | КМ     | 42° 39′ 56″ С; 20° 12′ 09″ И / 42.6655345° С; 20.2024427° И |          |
| СП019 |       | Природни споменик Извор минералне воде у Киселој Бањи                                  | Подујево           | КМ     | 42° 49′ 37″ С; 21° 08′ 30″ И / 42.826926° С; 21.14161° И    |          |
| СП020 |       | Природни споменик Извор минералне воде у селу Шаковица                                 | Подујево           | КМ     | 42° 48′ 06″ С; 21° 10′ 01″ И / 42.801549° С; 21.166967° И   |          |
| СП021 |       | Природни споменик Извор воде у селу Ревуће                                             | Подујево           | КМ     | 42° 59′ 15″ С; 21° 07′ 38″ И / 42.987533° С; 21.127333° И   |          |
| СП024 |       | Споменик природе Трепча — Збирка минерала                                              | Косовска Митровица | КМ     | 42° 56′ 19″ С; 20° 54′ 57″ И / 42.938563° С; 20.915713° И   |          |
| СП036 |       | Споменик природе Мермерна пећина                                                       | Липљан             | КМ     | 42° 28′ 41″ С; 21° 12′ 27″ И / 42.4781085° С; 21.2074946° И |          |
| СП040 |       | Споменик природе Кречњачки спруд Камиља                                                | Лепосавић          | КМ     | 43° 06′ 11″ С; 20° 49′ 23″ И / 43.1031347° С; 20.8229577° И |          |
| СП078 |       | Природни споменик Стабло платана на месту званом Мараш                                 | Призрен            | КМ     | 42° 12′ 44″ С; 20° 44′ 44″ И / 42.212159° С; 20.745564° И   |          |
| СП086 |       | Природни споменик Стабло питомог кестена у атару села Вокше                            | Дечани             | КМ     | 42° 30′ 38″ С; 20° 16′ 21″ И / 42.51048° С; 20.27252° И     |          |
| СП087 |       | Природни споменик Стабло бреста у атару села Захаћ                                     | Пећ                | КМ     | 42° 39′ 20″ С; 20° 23′ 02″ И / 42.65549° С; 20.38392° И     |          |
| СП090 |       | Природни споменик Стабло липе у селу Истинић на месту званом Тебреја                   | Дечани             | КМ     | 42° 33′ 26″ С; 20° 18′ 10″ И / 42.557150° С; 20.302640° И   |          |
| СП091 |       | Природни споменик Група стабала липе у селу Истинић                                    | Дечани             | КМ     | 42° 33′ 22″ С; 20° 18′ 14″ И / 42.55607° С; 20.30386° И     |          |
| СП105 |       | Природни споменик Стабло мунике у селу Горње Неродимље                                 | Урошевац           | КМ     | 42° 22′ 03″ С; 21° 04′ 45″ И / 42.36749° С; 21.07911° И     |          |
| СП107 |       | Природни споменик Пољски брест у селу Лукинај                                          | Призрен            | КМ     | 42° 17′ 46″ С; 20° 36′ 45″ И / 42.296115° С; 20.612406° И   |          |
| СП110 |       | Природни споменик Четири храстова стабла на два корена у Лозицама                      | Клина              | КМ     | 42° 33′ 38″ С; 20° 45′ 36″ И / 42.560670° С; 20.759910° И   |          |
| СП113 |       | Природни споменик Церово стабло у Злокућанима                                          | Клина              | КМ     | 42° 39′ 37″ С; 20° 32′ 29″ И / 42.660211° С; 20.541393° И   |          |
| СП114 |       | Природни споменик Церово стабло у Доњем Петричу                                        | Клина              | КМ     | 42° 36′ 48″ С; 20° 30′ 05″ И / 42.61334° С; 20.50129° И     |          |
| СП115 |       | Природни споменик Брестово стабло у Чабићу                                             | Клина              | КМ     | 42° 35′ 46″ С; 20° 42′ 52″ И / 42.5961° С; 20.7144° И       |          |
| СП116 |       | Природни споменик Тридесет церових стабала у селу Берково                              | Клина              | КМ     | 42° 40′ 36″ С; 20° 32′ 00″ И / 42.676641° С; 20.533354° И   |          |
| СП119 |       | Природни споменик Комплекс церових стабала на месту званом Рашковска река — Дубља      | Лепосавић          | КМ     | 43° 04′ 54″ С; 20° 42′ 07″ И / 43.081700° С; 20.701840° И   |          |
| СП123 |       | Природни споменик Стабло цера у селу Доња Дубница — Кнежевић Махала                    | Подујево           | КМ     | 42° 58′ 57″ С; 21° 12′ 49″ И / 42.98251° С; 21.21373° И     |          |
| СП124 |       | Природни споменик Стабло цера у селу Добротин, на месту званом Бумелит                 | Подујево           | КМ     | 42° 58′ 13″ С; 21° 06′ 51″ И / 42.97035° С; 21.11425° И     |          |
| СП125 |       | Природни споменик Стабло цера у селу Палатна, на месту званом Мургулска река           | Подујево           | КМ     | 43° 03′ 01″ С; 21° 07′ 08″ И / 43.050163° С; 21.118968° И   |          |
| СП126 |       | Природни споменик Стабло тополе у селу Орлане, на месту званом Љугу и Махмутит         | Подујево           | КМ     | 42° 48′ 56″ С; 21° 20′ 37″ И / 42.8155° С; 21.34354° И      |          |
| СП136 |       | Споменик природе Парк-шума Братство јединство код места званог Рахаване                | Сува Река          | КМ     | 42° 21′ 23″ С; 20° 48′ 33″ И / 42.356467° С; 20.809217° И   |          |
| СП154 |       | Споменик природе Шам-дуд                                                               | Пећ                | КМ     | 42° 39′ 38″ С; 20° 15′ 55″ И / 42.66057° С; 20.265283° И    |          |
| СП155 |       | Споменик природе Бор Цара Душана                                                       | Урошевац           | КМ     | 42° 22′ 03″ С; 21° 04′ 45″ И / 42.367498° С; 21.079111° И   |          |
| СП168 |       | Споменик природе Стабло јасике                                                         | Подујево           | КМ     | 42° 56′ 54″ С; 21° 09′ 44″ И / 42.9484193° С; 21.1623092° И |          |